# D’Ländlerkönige
D’Ländlerkönige waren eine in den späten 1980er und frühen 1990er Jahren unter der Regie von Sepp Trütsch formierte Schweizer Ländlermusik. Zugleich handelt es sich um eine musikalische Auszeichnung, die den 10 besten ausgewiesenen Ländlermusikanten zukam. Das waren:
- Walter Alder
- Carlo Brunner
- Ueli Mooser
- Martin Nauer
- Johannes Schmid-Kunz
- Res Schmid
- René Wicky
- Willi Valotti
- Edy Wallimann
- Peter Zinsli[2]

Am Grand Prix der Volksmusik 1986 erreichten sie mit der Ländler Ysebahn («Ländler-Eisenbahn») den Platz 14.